# Walter Haworth
Sir Walter Norman Haworth (19. března 1883 Chorley – 19. března 1950 Barnt Green) byl britský chemik, který se nejvíce proslavil výzkumem vitamínu C během působení na Birminghamské univerzitě. V roce 1937 spolu s Paulem Karrerem získal Nobelovu cenu za chemii za „práce na sacharidech a vitamínu C“.
Objevil strukturu několika cukrů a také vynalezl Haworthovu projekci, pomocí které se zobrazují trojrozměrné struktury cukrů na dvourozměrné ploše.
V roce 1903 začal studovat na Manchesterské univerzitě. Zde nakonec získal magisterský titul a přešel na univerzitu v Göttingenu, kde získal titul Ph.D. po pouhém roce studia. Následně získal v roce 1911 titul D.Sc. na univerzitě v Manchesteru.
V roce 1912 se začal zajímat o sacharidy. Vynalezl např. nový způsob přípravy etherů a zkoumal strukturu disacharidů. V roce 1920 se stal profesorem organické chemie na Durhamské univerzitě. Poté působil mezi lety 1925 a 1948 jako profesor chemie na Birminghamské univerzitě.
V roce 1933 se mu s kolegy podařilo syntetizovat vitamín C.
V roce 1947 byl pasován na rytíře. Umřel náhle v den svých 67. narozenin, 19. března 1950.